# Melanolepis multiglandulosa
Melanolepis multiglandulosa är en törelväxtart som först beskrevs av Caspar Georg Carl Reinwardt och Carl Ludwig von Blume, och fick sitt nu gällande namn av Heinrich Gottlieb Ludwig Reichenbach och Heinrich Zollinger. Melanolepis multiglandulosa ingår i släktet Melanolepis och familjen törelväxter. Inga underarter finns listade i Catalogue of Life.